# Mörby verkstäder

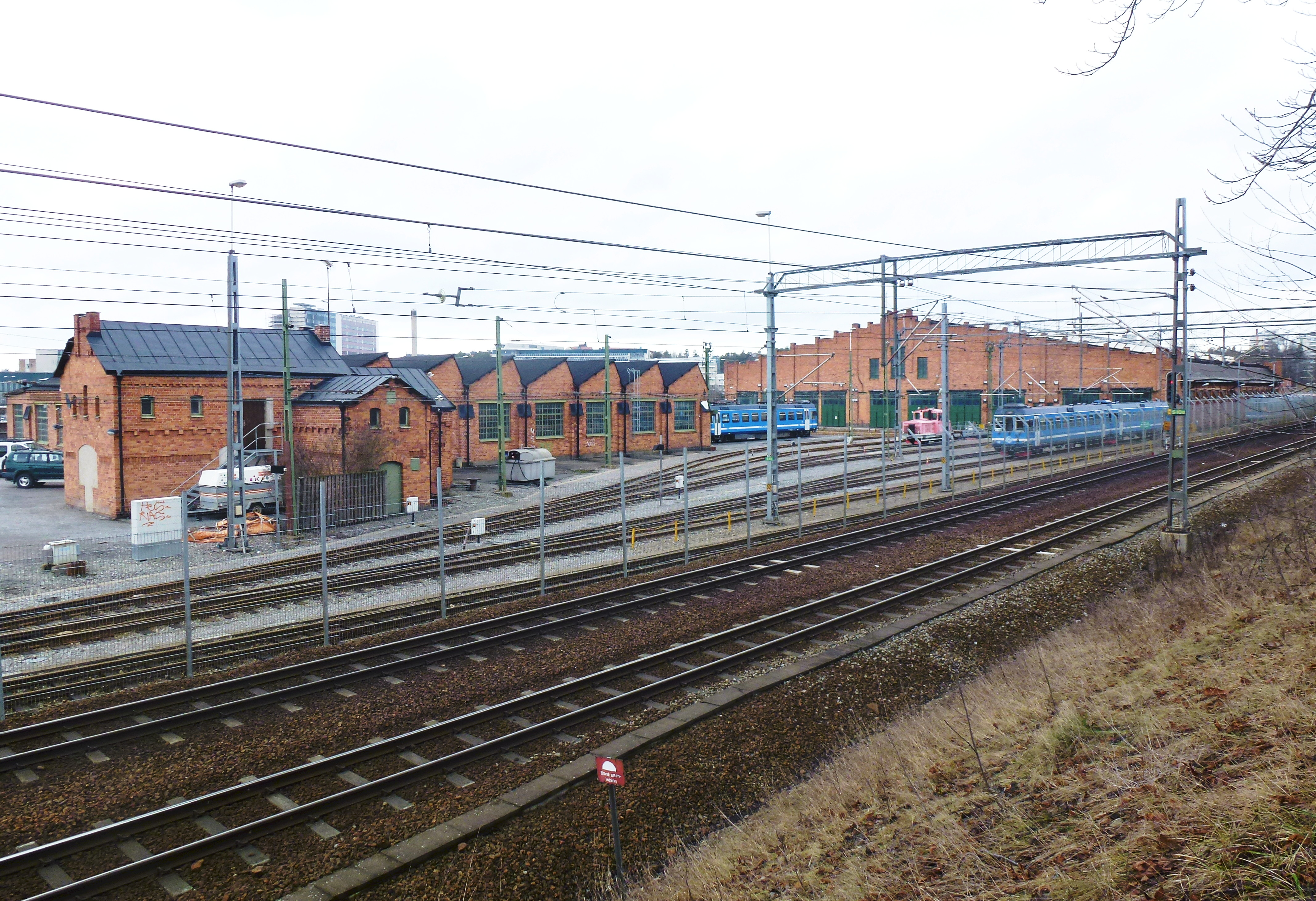
Mörby verkstäder, vy från syd, 2014.

Mörby verkstäder och vagnhallar ligger intill Norrtäljevägen / E18 i Mörby i Danderyds kommun. Byggnaderna uppfördes för Roslagsbanan under 1900-talets första decennium och ritades av arkitekt Sigge Cronstedt. Det väl sammanhållna och bevarade verkstadsområdet har av Danderyds kommun klassats som kulturhistoriskt värdefullt.

## Historik

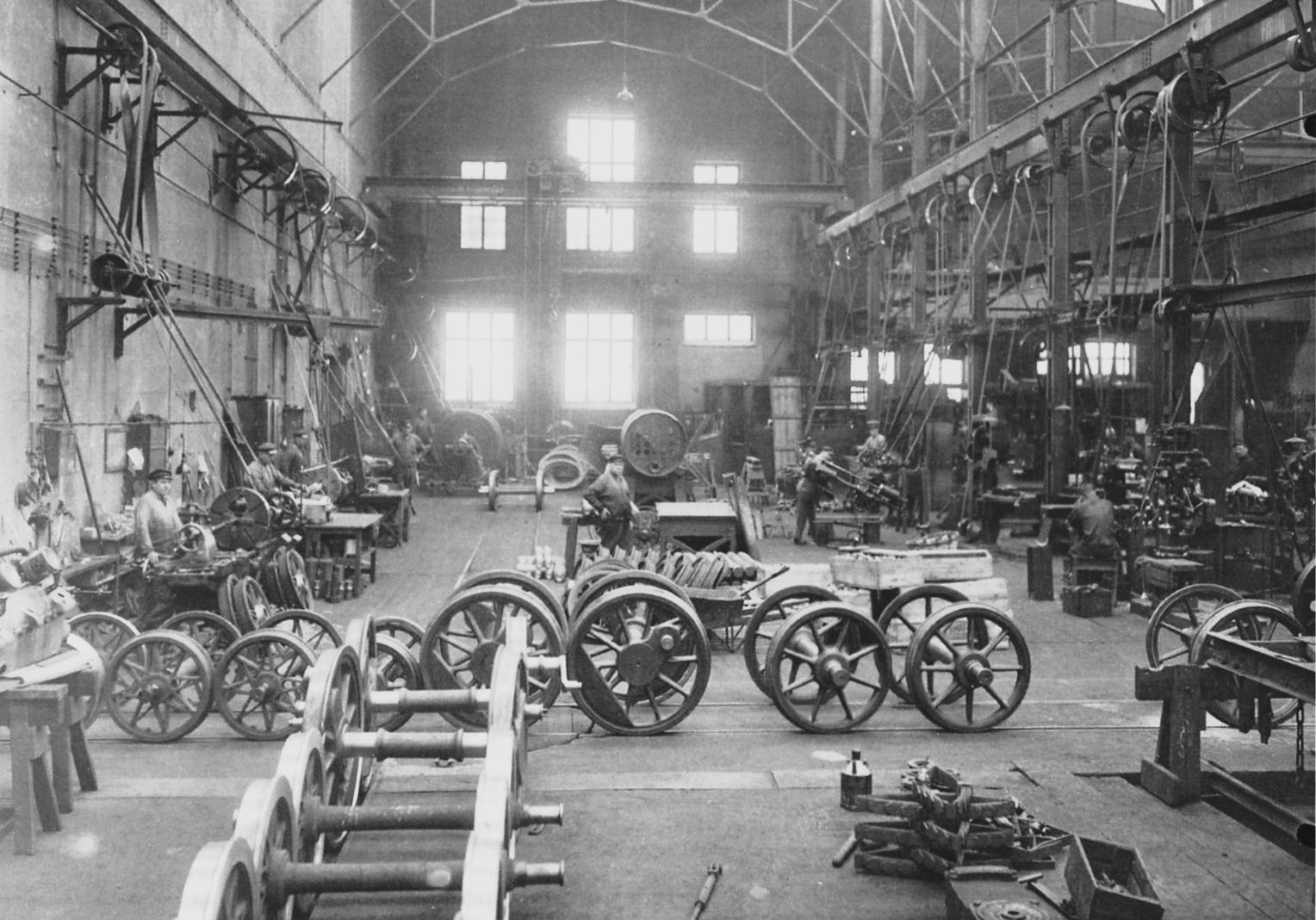
Vagnhallen på 1910-talet.

Fram till 1906 låg Roslagsbanans verkstäder vid Stockholms östra station. Verkstäderna i Mörby anlades på en långsmal tomt mellan Norrtäljevägen och Roslagsbanans spår och invigdes 1906. Marken tillhörde Mörby gård med manbyggnad och flyglar från 1700-talet. Gården, som låg där nuvarande bussterminal vid Danderyds sjukhus finns, brann ner 1976.
Som arkitekt anlitades Sigge Cronstedt. Han ritade även Djursholmsbanans elverk vid Stocksunds hamn och samtliga stations- och hållplatsbyggnader utefter Djursholmsbanan. På området finns idag den stora verkstadshallen med sina trappstegsgavlar, den så kallade godsvagnsverkstaden (idag förråd och tvätthall) och acetylengasverket (idag personallokal). Ursprungligen planerades även ett lokstall för 16 lok, som dock inte utfördes.
Verkstadsbyggnaderna och vagnhallen är byggda i rött murtegel, delvis mönstermurad, och grunderna är murade av kvaderhuggen natursten. Verkstadsbyggnaden, även kallad centralhallen, täcks av ett svagt lutande sadeltak med taklanteriner som släpper in dagsljus i hallen. Via stora portar kan tåg köras in i byggnaden. Här utförs översyn, reparation och underhåll av Roslagsbanans rullande materiel. 1944 arbetade 144 personer i verkstaden, 2011 var det 15 anställda som skötte det löpande underhållet. På 1990-talet renoverades byggnaden. Enligt Danderyds kommun utgör vagnhallen ”en särskild intressant industri- och verkstadsarkitektur”.